# Siegfried Heitz
Siegfried Heitz (* 9. September 1929 in Berlin; † 31. Dezember 2020) war ein deutscher Geodät und  Hochschulprofessor an der Universität Bonn. In seinem wissenschaftlichen Werk ist die Neuformulierung der physikalisch-mathematischen Grundlagen der Geodäsie hervorzuheben, die er in mehreren Lehrbüchern niederlegte.

## Werdegang
Nach Schulbesuch in Berlin, Bergreichenstein und Coburg studierte Heitz Vermessungswesen an der Staatsbauschule München und der Universität Bonn. Nach Abschluss des Studiums 1956 und Assistentenzeit bei Helmut Wolf am Institut für Theoretische Geodäsie in Bonn promovierte er 1958 mit einem Thema zur konformen Abbildung auf das Rotationsellipsoid. Es folgten die Große Staatsprüfung 1961 und eine weitere Zeit als wissenschaftlicher Assistent bis 1962, am gleichen Institut. Von 1962 bis 1965 war er Dozent an der Ingenieurschule für Bauwesen in Essen. Von 1966 bis 1972 leitete er die Abteilung Geodäsie des Instituts für Angewandte Geodäsie in Frankfurt/Main. In diese Zeit fällt seine Habilitation mit einem Thema zur astrophysikalischen Geoidbestimmung 1968 in Bonn. 1972 wurde er als ord. Professor für Höhere Geodäsie und Astronomie an die Technische Universität Berlin berufen. Von 1980 bis 1995 wirkte er als Professor für Astronomisch-physikalische und mathematische Geodäsie am Institut für Theoretische Geodäsie der Universität Bonn. 1993 erhielt er die Ehrendoktorwürde für seine hervorragenden wissenschaftlichen Leistungen von der Universität Stuttgart.
Siegfried Heitz übernahm in Bonn von Karl-Rudolf Koch und Manfred Bonatz die Vorlesungen „Astronomische Geodäsie“, „Erdmessung“ und „Landesvermessung“ und gab ihnen die Namen „Astronomisch-physikalische Geodäsie“ und „Mathematische Geodäsie“ – letzterer Bereich war für lange Jahre sein bevorzugtes Forschungsgebiet.
Er legte besonderen Wert auf die mathematischen und physikalischen Grundlagen und veröffentlichte 1980 den ersten Band seiner Mechanik fester Körper mit Anwendungen in Geodäsie, Geophysik und Astronomie im Dümmler Verlag. Der zweite Band folgte 1983 und schließlich 1985 sein Buch Koordinaten auf geodätischen Bezugsflächen, das 1988 mit dem Titel Coordinates in Geodesy auch auf Englisch im Springer Verlag erschien.
Heitz befasste sich intensiv mit der Geoidbestimmung und speziell mit dem deutschen Astrogeoid (siehe auch IfAG), wozu die Vorarbeiten Helmut Wolf aus den 1950er Jahren für das Europanetz förderlich waren. Mit dem gewählten mathematischen Modell, in dem die Interpolation nach kleinsten Quadraten Verwendung fand, erzielte er allerdings nach Meinung mancher Fachkollegen eine nicht ausreichende Approximation, da die Lotabweichungen Verbesserungen (Residuen) bis 3″ erhielten (etwa den 5-fachen Messfehler). Weitere Arbeiten widmete er physikalischen Grundlagen des Erdschwerefeldes und Problemkreisen der Mechanik.
Bei seinen Vorlesungen und Fachbüchern beließ es Heitz nicht bei mathematischen und physikalischen Grundlagen, sondern behandelte besonders die geodätische Modellbildung. Die Ergebnisse veröffentlichte er 1990 zusammen mit E. Stöcker-Meier im Buch Grundlagen der physikalischen Geodäsie, das bisher insgesamt drei Auflagen erlebte.
2003 erschien von ihm eine Monographie Grundlagen der Quantenfeldtheorie mit Anwendungen in der Quantenelektrodynamik als Ergänzung.

## Ehrungen
- 1993 Ehrendoktor der Universität Stuttgart

## Veröffentlichungen (Auswahl)
- Eine astronomisch-geodätische Geoidbestimmung für Westdeutschland. In: Mitteilung des Instituts für Angewandte Geodäsie. Frankfurt am Main 1969 (18 S.).
- Mathematische Modelle der geodätischen Astronomie. In: Mitteilung des Instituts für Angewandte Geodäsie. Frankfurt am Main 1976 (133 S.).
- Mechanik fester Körper. Band 1: Grundlagen, Dynamik starrer Körper. Dümmler, Bonn 1980, ISBN 3-427-78951-9.
- Mechanik fester Körper. Band 2: Dynamik elastischer Körper, mechanische Grundlagen der Geodäsie. Dümmler, Bonn 1983, ISBN 3-427-78961-6.
- Coordinates in Geodesy. Springer, Berlin/Heidelberg 1988, ISBN 978-3-540-50088-9 (255 S.).
- Siegfried Heitz, Elke Stöcker-Meier: Grundlagen der physikalischen Geodäsie. 3. Auflage. Dümmler, Bonn 1998, ISBN 3-427-78993-4 (413 S.).